# Konstantinovská dynastie
Konstantinská dynastie je neformální název vládnoucí dynastie Římské říše ve 4. století. Za počátek dynastie je považováno období vlády Constantia I. Chlora, který zemřel v roce 306 a za konec dynastie je považována smrt císaře Juliana v roce 363. Pojmenování nese po svém nejslavnějším členu, Konstantinovi I. Velikém, který se v roce 324 stal jediným vládcem celé říše. Dynastie se také nazývá novoflavovská, protože každý konstantinovský císař nesl jméno Flavius, podobně jako panovníci první flaviovské dynastie v 1. století.

## Rodokmen
Kurzívou jsou označeni císaři a císařovny s titulem Augustus.
- Constantius I. Chlorus
  1. Ze vztahu mezi Constantiem I. Chlorem a Helenou
    - Konstantin I. Veliký
      1. Z manželství mezi Konstantinem I. a Minervinou
        - Crispus

      2. Z manželství mezi Konstantinem I. a Faustou
        - Constantina, manželka Hannibaliana a Constantia Galla
        - Konstantin II.
        - Constantius II.
          1. Žádný potomek z manželství mezi Constantiem II. a jeho první manželkou, dcerou Julia Constantia
          2. Žádný potomek z manželství mezi Constantiem II. a Eusebií
          3. Z manželství mezi Constantiem II. a Faustinou
            - Constantia, manželka Gratiana

        - Constans
        - Helena, manžel Julian Apostata

  2. Z manželství mezi Constantiem I. Chlorem a Theodorou
    - Flavius Dalmatius
      1. Z manželství mezi Flaviem Dalmatiem a neznámou ženou
        - Dalmatius
        - Hannibalianus, manželka Constantina

    - Julius Constantius
      1. Z manželství mezi Julianem Constantiem a Gallou
        - syn, zemřel při čistkách v roce 337[4]
        - dcera, první manželka Constantia II.
        - Constantius Gallus
          1. žádný potomek z manželství Constantia Galla a Constantiny

      2. Z manželství mezi Juliem Constantiem a Basilinou
        - Julianus Apostata
          1. Žádný potomek z manželství mezi Julianem Apostatou a Helenou, dcerou Konstantina I. Velikého

    - Flavius Hannibalianus (musel zemřít před císařskými čistkami, ke kterým došlo v roce 337, protože není uveden mezi jejich oběťmi)
    - Anastasie
    - Flavia Julia Constantia, manželka Lucinia
      1.         - Licinius II.

    - Eutropia
      1.         - Nepotianus